# Consonne syllabique
Une consonne syllabique est un type de consonne formant le noyau d'une syllabe ou d'une more ou une syllabe sans voyelle. Dans cette dernière acception, elle est souvent translitérée en alphabet phonétique international (API) par la même consonne suivie ou précédée du son e « muet » [ə], la voyelle moyenne centrale. Un signe diacritique existe cependant en API pour rendre compte de l'absence de voyelle (petite ligne verticale souscrite ou parfois suscrite).
Ce type de syllabe n'existe pratiquement pas en français. On en trouve, par contre, dans d'autres langues européennes (anglais, allemand, tchèque etc.).
Par exemple, on la retrouve dans la dernière syllabe des mots anglais whistle [ʍɪsl̩], even [ˈiːvn̩], awful [ˈɔːfɫ̩] et rhythm [ˈɹɪðm̩] et dans la première syllabe du mot tchèque slza [sl̩.za].